# ملانی سرانو
ملانی سرانو پرز (به اسپانیایی: Melanie Serrano Pérez) (زادهٔ ۱۲ اکتبر ۱۹۸۹) یک بازیکن فوتبال اسپانیایی است که به عنوان مدافع چپ در بارسلونا در لیگ برتر اسپانیا و تیم ملی اسپانیا بازی می‌کند.

## حرفه باشگاهی
سرانو تمام دوران حرفه‌ای خود را در باشگاه فوتبال زنان بارسلونا گذرانده و در مسابقات با ۴۴۸ رهبر باشگاه است.
او در سال ۲۰۰۷ به یک بازیکن تیم اصلی تبدیل شد و اولین بازی خود را مقابل اتلتیک بیلبائو انجام داد.

## حرفه بین‌المللی
اولین بازی کامل بین‌المللی او در سطح بزرگسالان در ۲۹ اکتبر ۲۰۰۹ برابر اتریش بود (در ۲۰ سال و ۱۷ روز). ملانی در جام جهانی فوتبال زنان ۲۰۱۵ کانادا در ترکیب اسپانیا حضور داشت.

## افتخارات

### باشگاهی
بارسلونا
- لیگ برتر: قهرمان، ۱۲–۲۰۱۱، ۱۳–۲۰۱۲، ۱۴–۲۰۱۳، ۱۵–۲۰۱۴، ۲۰–۲۰۱۹
- لیگ دسته دوم: قهرمان، ۰۸–۲۰۰۷
- لیگ قهرمانان اروپای زنان: نایب‌قهرمان، ۱۹–۲۰۱۸
- کوپا د لا رینا: قهرمان، ۲۰۱۱، ۲۰۱۳، ۲۰۱۴، ۲۰۱۷، ۲۰۱۸
- سوپر جام زنان: قهرمان، ۲۰۲۰
- کوپا کاتالونیا: قهرمان، ۲۰۰۹، ۲۰۱۰، ۲۰۱۱، ۲۰۱۲، ۲۰۱۴، ۲۰۱۵، ۲۰۱۶، ۲۰۱۷، ۲۰۱۸، ۲۰۱۹